# 卡特琳·科隆纳
卡特琳·科隆纳（法語：Catherine Colonna，法語發音：[katʁin kɔlɔna]；1956年4月16日—）是一位法国外交官和政治人物，自2022年5月20日至2024年1月11日期間担任法國歐洲暨外交事務部部長。
在外交服务期间，科隆纳曾担任法国驻英国大使（2019-2022年）、法国驻意大利大使（2014-2017年）、常驻经合组织代表（2017-2019年）及常驻联合国教科文组织代表（2008-2010）。

## 荣誉

### 外国勋章奖章
- 勋三等宝冠章（日本）
- 旭日大绶章（日本，2024年11月3日公布[1]）